# Jesús Álvaro García
Jesús Álvaro García (1 de diciembre de 1990 en Icod de los Vinos, Tenerife, España), más conocido como Jesús Álvaro,  es un futbolista español que juega en el Club Deportivo Atlético Baleares de la Primera División RFEF.

## Trayectoria deportiva
Comenzó su carrera futbolística en las categorías inferiores de la U. D. Icodense, pasando luego al  CD Tenerife. Es uno de los jugadores que el 5 de junio de 2011 realizaron su debut oficial con el CD Tenerife en el Estadio de Gran Canaria, en el conocido 'derbi del pasillo'. Aquel día, ante la masiva ausencia de jugadores profesionales blanquiazules, Jesús fue alineado por David Amaral para disputar al completo los 90 minutos de un partido complicado y que los tinerfeños alineados sacaron adelante con dignidad (1-0, gol de Sergio Suárez). Esa fue su única actuación en la Segunda División con el primer equipo del Tenerife. Posteriormente jugó en Segunda B también con el Tenerife, más tarde con el CD Leganés (2011-12, cedido), de nuevo Tenerife (diez partidos en la temporada del ascenso) y en el Deportivo Guadalajara, para un total de trece partidos con el club alcarreño.
En agosto de 2014 se incorpora al filial de la UD Las Palmas. Tras su descenso, en el verano de 2015 ficha por el Fútbol Club Cartagena.
En julio de 2019, tras cuatro temporadas en el FC Cartagena abandona el club albinegro y firma por el Córdoba Club de Fútbol por dos temporadas.
El 9 de junio de 2021, se compromete con el Club Deportivo Atlético Baleares de la Primera División RFEF por una temporada.

### Clubes
| Club                             | País   | Año       |
| -------------------------------- | ------ | --------- |
| CD Tenerife                      | España | 2011-2013 |
| CD Leganés                       | España | 2011-2012 |
| Deportivo Guadalajara            | España | 2013-2014 |
| Las Palmas Atlético              | España | 2014-2105 |
| Fútbol Club Cartagena            | España | 2015-2019 |
| Córdoba Club de Fútbol           | España | 2019-2021 |
| Club Deportivo Atlético Baleares | España | 2021-     |